# Ottersberg
Ottersberg er en kommune i den nordlige del af Landkreis Verden, sydøst for Bremen, i den tyske delstat Niedersachsen.

## Geografi
Ottersberg og Fischerhude ligger i landskaberne Wümmeniederung, Quelkhorn og Otterstedt ligger på gestryggen i endemorænen Zevener Geest.

### Inddeling
Siden områdereformen i 1972 har kommunen Flecken Ottersberg ud over byen Ottersberg, bestået af landsbyerne Fischerhude, Quelkhorn, Otterstedt, Posthausen (med Grasdorf), Eckstever samt Narthauen.

### Nabokommuner
Ottersberg grænser mod vest til byen Bremen (Bundesland Freie Hansestadt Bremen), mod sydvest til Oyten, mod syd til Langwedel, mod øst til Samtgemeinde Sottrum i Landkreis Rotenburg (Wümme), mod nord til Samtgemeinde Tarmstedt (Landkreis Rotenburg (Wümme) og ligeledes mod nord til Grasberg og Lilienthal i Landkreis Osterholz.